# 小穴進也
小穴 進也（おあな しんや、1914年（大正3年）3月3日 - 2007年（平成19年）11月13日）は、日本の地球化学者。名古屋大学理学部教授、同名誉教授。元日本地球化学会会長。

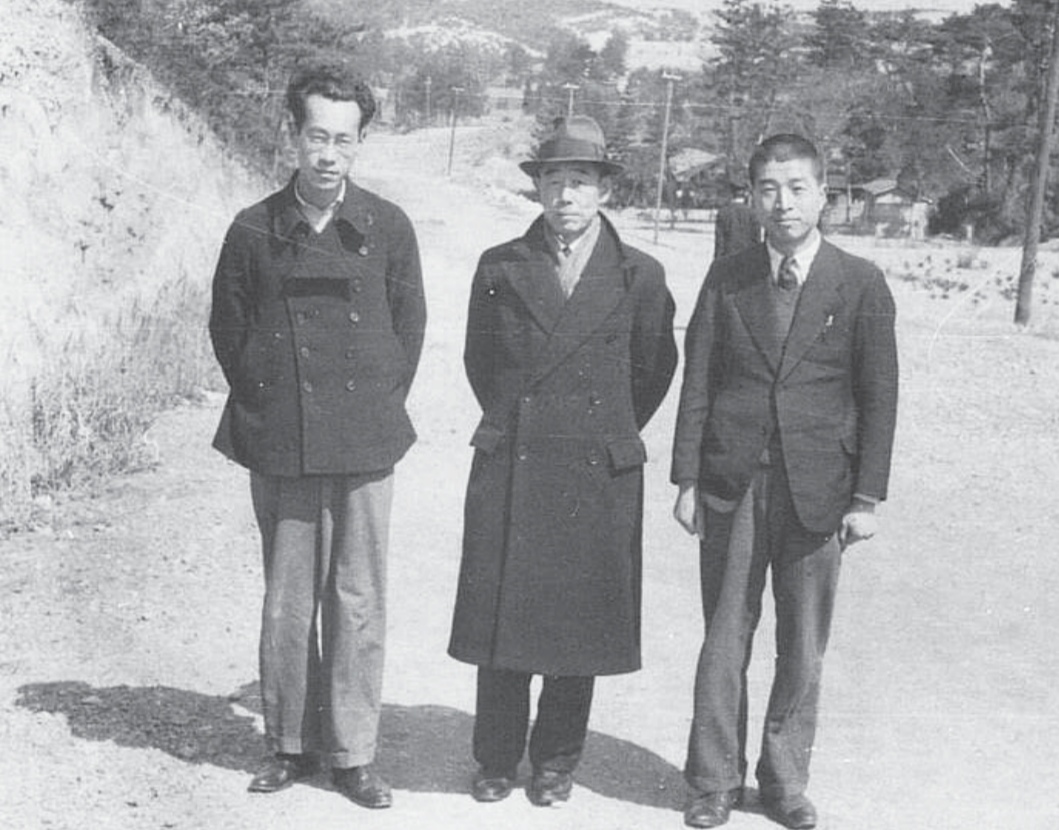
左から、小穴進也、柴田雄次、上田良二。1943年頃撮影。

## 来歴
弁護士の小穴喜一の長男として長野県にて出生。母みどりは松本市議会議長、衆議院議員などをつとめた弁護士森山儀文治の長女。
旧制松本高校理科を経て、1938年に東京帝国大学理学部化学科を卒業した。1942年、名古屋帝国大学理学部化学科分析化学講座に助教授として赴任。1951年に名古屋大学教授に昇格し、1977年定年退官した。1987年勲二等瑞宝章受勲。
1968年（昭和44年）8月、当時、四日市海上保安部警備救難課長であった田尻宗昭が、日本アエロジル四日市工場から排出された廃酸による公害被害（四日市公害の一つ）を立件するにあたり、大企業相手で尻込みする研究者が多い中、塩酸の海中での拡散実験等に協力し田尻を援助した。
貞享騒動に加担して処刑された小穴善兵衛の子孫である。そのため進也の墓も善兵衛の墓のある通称いちょう堂（長野県安曇野市三郷温）の敷地内にある。

## 著述
- 「恒温槽」『化学実験学 総論第1巻 化学実験総論』所収、河出書房、1940年
- 「天然水の重水濃度測定法」『化学実験学 第1部第12巻 地球化学』所収、河出書房、1941年
- 「ガス分析」菅原健・山崎一雄（共編）『基礎定量分析』所収、朝倉書店、1956年